# Erika Christakis
Erika Christakis, née Zuckerman, est une éducatrice et écrivaine américaine, spécialisée dans l'éducation de la petite enfance. Elle est l'auteur de The Importance of Being Little (non traduit en français).

## Études et début de carrière
Christakis est diplômée en 1986 du Harvard College en anthropologie sociale. Elle est l'une des premières stagiaires de premier cycle à la Fondation Harvard pour les relations interculturelles et raciales et étudie au Kenya en 1985. À la fin des années 1980 et au début des années 1990, Christakis travaille sur des projets de santé publique au Bangladesh et au Ghana et sert de gestionnaire de cas pour des adultes indigents atteints de maladie mentale et de toxicomanie à Boston.
En 1990, Christakis obtient une maîtrise en santé publique de l'Université Johns-Hopkins, avec une concentration en santé internationale. En 1993, elle obtient une deuxième maîtrise de la Annenberg School for Communication dépendant de l'Université de Pennsylvanie, avec un accent sur le rôle des campagnes d'éducation pour prévenir l'infection au VIH et améliorer la santé maternelle et infantile. Christakis obtient sa troisième maîtrise en 2008, en éducation de la petite enfance, de l'Université Lesley et a ensuite obtenu une licence dans le Massachusetts en tant qu'enseignante de la petite enfance et directrice du préscolaire.

## Carrière
Depuis les années 1990, Christakis travaille en tant qu'enseignante préscolaire, administratrice et instructrice d'université, consultante pédagogique, écrivaine et journaliste.
De 2009 à 2013, Christakis a été nommée co-maître, avec son mari, le scientifique Nicholas Christakis, de Pforzheimer House au Harvard College,.
En 2013, Christakis a déménagé à l'Université Yale, où elle est chargée de cours en éducation de la petite enfance au Zigler Center in Child Development and Social Policy du Yale Child Study Center. À Yale, elle enseigne en premier cycle sur la politique de l'enfance, en éducation de la petite enfance et en développement de l'enfant. Au printemps 2015, elle est nommée maître associée du Silliman College, l'un des 12 collèges résidentiels de Yale, poste qu'elle occupe jusqu'en juin 2016.
Christakis écrit sur les besoins de développement des enfants, des jeunes adultes et des familles, sur la culture populaire et d'autres sujets, pour de nombreux sites, y compris The Atlantic,,,, CNN.com,,, The Washington Post, Le Huffington Post, le Financial Times et leBoston Globe. Elle écrit une chronique TIME.com Ideas pendant deux ans,. Elle écrit pour défendre les droits des mineurs et critique la bureaucratisation croissante de la scolarisation américaine. Son article dans The Atlantic au début de 2016, « The New Preschool Is Crushing Kids » est décrit dans Slate comme ayant un effet « explosif » sur le monde de l'éducation.
En février 2016, son livre, The Importance of Being Little: What Preschoolers Really Need From Grownups est publié par Viking Penguin, et il fait ses débuts sur la liste des best-sellers du New York Times Hardcover Nonfiction du 28 février 2016 au numéro 19. Science décrit le livre comme « superbement écrit » et « soutenu par une riche littérature scientifique ».
En octobre 2019, elle se joint au Conseil consultatif national de la défense de la petite enfance.
Christakis s'est exprimé à deux reprises au Aspen Institute Ideas Festival.

## Soutien de la libre expression
En octobre 2015, en sa qualité de maître associé, Christakis écrit un e-mail aux étudiants de premier cycle du Silliman College de l'Université de Yale sur le rôle de la liberté d'expression dans les universités. Ce courriel est une réponse à une directive du Comité des affaires interculturelles de Yale qui fournissait des directives concernant les costumes d'Halloween. Dans son courriel, elle fait valoir que, du point de vue du développement personnel, les étudiants peuvent se demander si les administrateurs doivent fournir des conseils aux étudiants concernant la tenue d'Halloween ou si les étudiants devraient être autorisés à « s'habiller tout seul »,. Selon The Atlantic, « Son message était un modèle d'engagement civil pertinent et réfléchi ». Mais le message a joué un rôle dans les manifestations à Yale sur plusieurs questions, et il a reçu une attention nationale,. Cet incident a incité nombre de critiques sur les réseaux sociaux sur d'éventuels changements générationnels. Christakis a finalement décidé de ne plus enseigner à Yale et, le jour de l'anniversaire des événements (en octobre 2016), elle a décrit les circonstances difficiles auxquelles elle a été confrontée, exprimant sa crainte qu'une « culture de la protection puisse finalement nuire à ceux qu'elle prétend protéger".
Alors qu'elle occupait un poste similaire à Harvard en 2012, Christakis est également impliqué dans la défense de la liberté d'expression. Elle prend à la défense des étudiants issus de minorités qui utilisaient la satire pour critiquer les "Final Clubs" de cette institution, arguant que la police de la liberté d'expression sur le campus "prive les étudiants de la possibilité d'apprendre à penser par eux-mêmes". La même année, dans une autre chronique, elle prend la défense d'un lycéen abordant un T-shirt soutenant les droits des homosexuels.

## Personnel
Christakis est mariée au scientifique et auteur Nicholas Christakis et ils ont quatre enfants, dont un adopté,.